# 沙尔姆拉科特
沙尔姆拉科特（法語：Charmes-la-Côte，法語發音：[ʃaʁm la kot]）是法国默尔特-摩泽尔省的一个市镇，属于图勒区。

## 地理
沙尔姆拉科特（48°37'32"N, 5°49'39"E）面积6.23 平方千米，位于法国大東部大區默尔特-摩泽尔省，该省份为法国东北部内陆省份，是洛林的一部分，北邻比利时、卢森堡，北起顺时针与摩泽尔省、下莱茵省、孚日省和默兹省接壤。
与沙尔姆拉科特接壤的市镇（或旧市镇、城区）包括：绍卢瓦-梅尼洛、布莱诺莱图勒、栋日耳曼、蒙勒维尼奥布勒、图勒、里尼圣马丹。

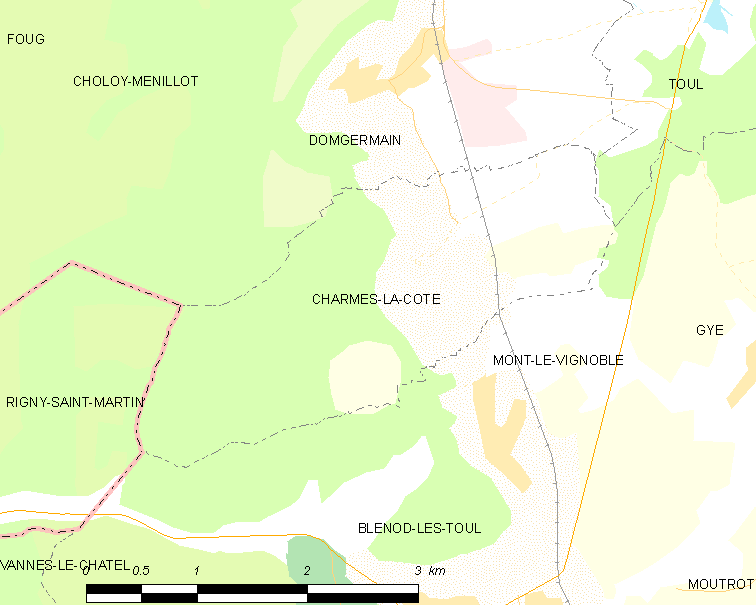
沙尔姆拉科特的OSM定位图

沙尔姆拉科特的时区为UTC+01:00、UTC+02:00（夏令时）。

## 行政
沙尔姆拉科特的邮政编码为54113，INSEE市镇编码为54120。

## 政治
沙尔姆拉科特所属的省级选区为图勒县。

## 人口

1962-2008年间沙尔姆拉科特人口变化图示

沙尔姆拉科特于2022年1月1日时的人口数量为321人。